# Могошешти (Дамбовица)
Могошешти (рум. Mogoșești) насеље је у Румунији у округу Дамбовица у општини Драгомирешти. Oпштина се налази на надморској висини од 270 m.

## Становништво
Према подацима из 2002. године у насељу је живело 552 становника, од којих су сви румунске националности.